# Sun Prairie (Wisconsin)
Sun Prairie – miasto w Stanach Zjednoczonych, w stanie Wisconsin, w hrabstwie Dane.